# Woodcliff Lake
Woodcliff Lake es un borough ubicado en el condado de Bergen en el estado estadounidense de Nueva Jersey. En el año 2010 tenía una población de 5.730 habitantes y una densidad poblacional de 622,83 personas por km².

## Geografía
Woodcliff Lake se encuentra ubicado en las coordenadas 41°1′32″N 74°3′39″O / 41.02556, -74.06083.

## Demografía
Según la Oficina del Censo en 2000 los ingresos medios por hogar en la localidad eran de $123,022 y los ingresos medios por familia eran $133,925. Los hombres tenían unos ingresos medios de $90,000 frente a los $45,150 para las mujeres. La renta per cápita para la localidad era de $53,461. Alrededor del 0.9% de la población estaba por debajo del umbral de pobreza.